# Macchi C.205V
Il Macchi C.205V (C dal cognome del progettista, ingegner Mario Castoldi e V come Veltro, il nome assegnato) fu un aereo da caccia monomotore monoplano ad ala bassa interamente metallico, realizzato nella prima metà degli anni quaranta dall'azienda italiana Aeronautica Macchi.
Evoluzione del Macchi C.202 Folgore di cui conservava inalterata gran parte della cellula e degli equipaggiamenti ma dotato del più potente motore Daimler-Benz DB 605A, entrò in servizio nell'aprile del 1943 e fu il primo caccia italiano a portare in combattimento i cannoni calibro 20 mm, dotando la Regia Aeronautica di un velivolo in grado di confrontarsi efficacemente con gli avversari contemporanei, pur in condizioni di schiacciante inferiorità numerica.
Alcuni esemplari furono utilizzati dalla Luftwaffe e dall'Aeronautica militare dello Stato Indipendente di Croazia. Dopo l'armistizio fu impiegato sia dall'Aeronautica Cobelligerante sia dall'Aeronautica Nazionale Repubblicana. Nel dopoguerra un piccolo lotto fu esportato in Egitto, prestando servizio nell'aeronautica di quel paese e partecipando alle fasi finali del primo conflitto arabo-israeliano del 1948.
I principali assi dell'aviazione italiana, tra i quali Adriano Visconti e Luigi Gorrini, conseguirono molte delle loro vittorie con l'M.C.205 Veltro.

## Storia del progetto
L'introduzione in servizio del Macchi C.202 nei reparti della Regia Aeronautica, iniziata nell'estate del 1941, costituì un evidente salto di qualità rispetto al materiale di volo allora in servizio rappresentato da Fiat C.R.42, Macchi C.200 e Fiat G.50.
Lo Stato maggiore della Regia Aeronautica aveva comunque iniziato a esaminare la possibilità di una nuova generazione di aerei da caccia che, in virtù della maggiore potenza installata, fossero in grado di assicurare prestazioni elevate anche in presenza di un incremento di peso generato da una variazione nell'armamento, che doveva essere costituito da cannoni, e nell'equipaggiamento disponibile.
In vista dell'acquisizione da parte del Ministero dell'Aeronautica della licenza di costruzione del motore Daimler-Benz DB 605A, l'ingegner Mario Castoldi (capo progettista della Macchi) iniziò a lavorare su due diversi progetti: uno, di sviluppo più lungo, denominato M.C.205N e destinato a partecipare al concorso ministeriale per i nuovi caccia della cosiddetta Serie 5, l'altro di più immediata realizzazione denominato inizialmente M.C.202 bis che prevedeva l'installazione del più potente motore Daimler Benz 605A sulla cellula dell'M.C.202 Folgore. La Macchi s'impegnava a consegnare il primo velivolo dopo soli tre mesi dalla consegna del motore.
Dopo l'autorizzazione a procedere da parte del Ministero, il 16 dicembre 1941 fu dato ufficialmente l'avvio al programma M.C.202 bis, presto ribattezzato M.C.205V Veltro, con due lettere di commessa alla Macchi per cento esemplari (Serie I, M.M. 9287-9386) e alla FIAT per trecento esemplari (Serie II, M.M.90050-90349). A favore dell'M.C.205V giocava la possibilità per la Regia Aeronautica di avere disponibile in tempi brevi una macchina con prestazioni superiori, potendo coinvolgere nel programma le grandi capacità produttive della FIAT, già impegnata nella costruzione su licenza del motore tedesco.
Con l'arrivo dei primi motori Daimler Benz 605A dalla Germania, avvenuto nel febbraio 1942, e l'avvio della costruzione su licenza dello stesso presso gli stabilimenti FIAT con la denominazione di RA.1050 RC 58 Tifone, l'ingegner Castoldi procedette alla realizzazione del primo prototipo dell'M.C.205V. Le modifiche necessarie ad accogliere il nuovo propulsore furono realizzate su un esemplare di M.C.202 della IX Serie, prelevato direttamente dalla linea produttiva.
Il 19 aprile 1942, il primo M.C.202 con il nuovo propulsore effettuò il primo volo dalla pista di Lonate Pozzolo alla guida del collaudatore della Macchi Guido Carestiato. Il 10 maggio l'esemplare fu trasferito a Guidonia Montecelio, presso il Centro Sperimentale, per le prove di volo contrattuali. In una di queste l'M.C.205V raggiunse la velocità di 646 km/h a 8000 m di quota. Esteriormente le differenze rispetto all'M.C.202 erano minime: cambiava l'ogiva dell'elica, di dimensioni maggiori per accogliere il più ingombrante riduttore dell'elica Piaggio P2001, il carrello posteriore diventava retrattile e il radiatore dell'olio era sdoppiato assumendo la caratteristica forma "a barilotto".
I nuovi M.C.205 uscirono direttamente dalla linea di produzione dell'M.C.202. Il secondo prototipo (M.M. 9488) volò il 19 agosto 1942 e i collaudi di entrambi i prototipi del Veltro furono pienamente soddisfacenti, anche in virtù della grande affinità con il loro predecessore. La Regia Aeronautica possedeva ora un moderno intercettore "di transizione", capace di confrontarsi alla pari con i caccia avversari a basse e medie altitudini in attesa che si concludesse il concorso per i caccia della Serie 5.

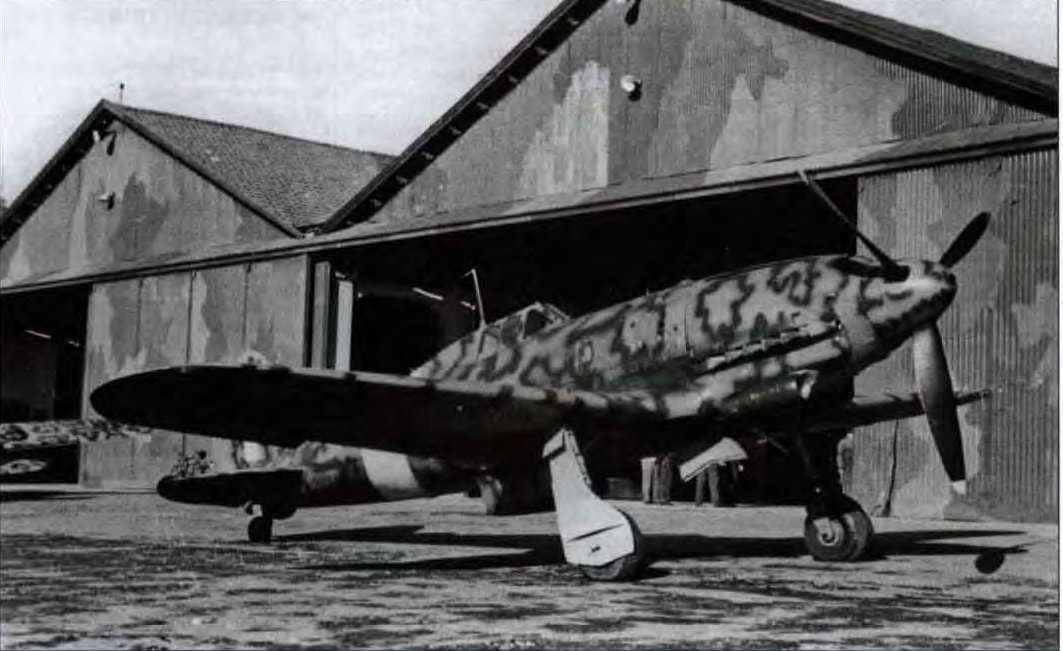
Il secondo prototipo (M.M. 9488) del Macchi C.205

Per quanto riguarda gli aspetti relativi all'incremento dell'armamento, l'aumento della potenza disponibile permise d'installare fin da subito sui Veltro Serie I una mitragliatrice Breda-SAFAT da 7,7 mm su entrambe le semiali, armi in seguito sostituite, a partire dalla Serie III, da due cannoni da 20 mm per la cui disponibilità comunque fu necessario attendere l'arrivo della fornitura dalla Germania, a causa dell'inesistenza di armi di tale calibro per l'impiego aereo sviluppate in Italia.
L'installazione di un cannone da 20 mm tra le bancate dei cilindri del motore, anche se oggetto di studio, fu presto scartata perché l'alloggiamento della culatta e delle munizioni avrebbe comportato la progettazione ex novo della fusoliera.
Grazie alla possibilità di utilizzare la maggior parte dei componenti dell'M.C.202, la Macchi fu in grado di varare con rapidità la produzione del nuovo velivolo e, a soli sei mesi dal volo del primo prototipo, la ditta era in grado di consegnare i primi velivoli della serie di cento esemplari. Gli esemplari di serie risultarono leggermente più pesanti di 40 kg, ma fornirono comunque prestazioni di volo solo di poco inferiori a quelle dei prototipi. Dai due esemplari costruiti e collaudati nel novembre 1942, la produzione passò ai venti esemplari usciti dalle officine varesine nel marzo 1943.
Mentre erano ancora in corso le valutazioni per designare il vincitore del concorso per i caccia della Serie 5 tra Fiat G.55, risultato poi vittorioso, e il Reggiane Re.2005, in previsione dell'avvio della produzione dell'M.C.205 anche presso gli stabilimenti FIAT, il primo esemplare della serie fu trasferito il 29 ottobre 1942 a Torino per costituire l'esemplare di riferimento per la riproduzione in serie a cura della ditta torinese.
La FIAT, inizialmente, fu riluttante ad avviare la commessa per la produzione della Serie II in quanto più interessata alla costruzione del proprio G.55 finché, a lungo sollecitata dallo Stato maggiore, acconsentì finalmente ad avviare l'allestimento delle attrezzature di produzione. Tuttavia il bombardamento strategico operato dai bombardieri della britannica Royal Air Force sugli stabilimenti di Torino nei giorni 9, 10 e 12 dicembre 1942 distrusse completamente le attrezzature destinate alla produzione dell'M.C.205, ponendo fine all'iniziativa.
Intanto i primi M.C.205V di produzione Macchi iniziavano a giungere ai reparti. I primi a riceverli furono i piloti del 1º Stormo di base a Pantelleria. La 71ª Squadriglia del 17º Gruppo ricevette i primi tre M.C.205V il 6 febbraio 1943.
Completata la Serie I ai primi di giugno del 1943, la Macchi diede avvio alla produzione della Serie III, armata con i cannoni da 20 mm e due attacchi subalari per serbatoi supplementari. Prima dell'8 settembre ne furono prodotti settanta esemplari, molti dei quali però rimasero presso la fabbrica in attesa dei componenti necessari al loro completamento.
Nei mesi successivi le consegne ai reparti dislocati in Sicilia continuarono con una certa regolarità in previsione dell'oramai imminente sbarco alleato sull'isola.

## Tecnica

### Cellula
Il Macchi C.205 era un caccia monoplano, monoposto, monomotore a carrello retrattile, con struttura completamente metallica, diretta evoluzione del Macchi C.202 da cui differiva per il gruppo motopropulsore, per le modifiche apportate alla cappottatura motore, per lo spostamento della presa Venturi e altri interventi che riguardavano il carrello principale e la strumentazione di bordo.
L'ala, sostanzialmente identica a quella del Macchi C.202 Serie VII o Serie IX, era a sbalzo su profili biconvessi asimmetrici di spessore e corda decrescenti verso l'esterno, derivati dal profilo NACA 23018 alla radice e NACA 23009 all'estremità e aveva, caratteristica di tutti i caccia progettati dall'ingegner Castoldi, le semiali di diversa apertura: la semiala destra, infatti, arrivava a 4,32 metri ed era più corta di 0,20 metri rispetto alla semiala di sinistra (4,52 metri). Tale asimmetria aveva lo scopo di compensare per quanto possibile la coppia di reazione dell'elica. Strutturalmente, l'ala del Macchi era di tipo bilongherone su cinquantaquattro centine ed era suddivisa in tre parti: il pianetto centrale, solidale con la fusoliera, e le due semiali. Il bordo d'attacco delle semiali, nella sezione esterna a quella in corrispondenza delle gambe del carrello, era completamente asportabile e collegato al longherone anteriore mediante viti. Il bordo d'uscita era occupato dagli ipersostentatori, di tipo a spacco, e dagli alettoni, compensati aerodinamicamente.
Longheroni e centine, suddivise a loro volta in becchi e code di centina, avevano una struttura "a traliccio" molto robusta ma dispendiosa in termini di ore di manodopera necessaria alla loro costruzione. Il rivestimento per l'intera superficie era in duralluminio, noto anche come Superavional, a eccezione degli alettoni rivestiti in tela. Le semiali erano collegate al pianetto centrale tramite attacchi "a pettine"; ogni semiala era dotata di attacchi subalari per trasportare carichi (bombe, spezzoni, serbatoi ausiliari) fino a un peso complessivo di 320 kg.
Gli impennaggi avevano pianta quasi ellittica, su struttura bilongherone e rivestimento metallico per le parti fisse mentre le parti mobili erano rivestite in tela. Lo stabilizzatore era a calettamento regolabile in volo, tra -5°30' e 1°45'. Il timone era compensato aerodinamicamente mediante becco d'estremità e la stessa tecnica era usata per l'equilibratore, dotato anche di contrappesatura. Alettoni e timone non erano contrappesati e questa deficienza comportò il manifestarsi di fenomeni aeroelastici durante il volo alle massime velocità, erroneamente attribuiti a fenomeni di comprimibilità.
La fusoliera, di sezione ovale, era costituita da una struttura a semiguscio, su quattro longheroni in duralluminio con sezione a "U", numerosi correntini longitudinali e un totale di diciannove ordinate. Il rivestimento lavorante era costituito da lamiera in lega di alluminio Superavional di spessore compreso tra 0,50 e 0,75 mm.
La prima ordinata, in corrispondenza del longherone anteriore dell'ala, portava anche i quattro attacchi del castello motore e fungeva da paratia parafiamma. Gli attacchi superiori si trovavano sull'ordinata in corrispondenza dei due longheroni superiori della fusoliera, mentre quelli inferiori erano in corrispondenza del longherone del pianetto centrale delle semiali. All'esterno della parte anteriore della fusoliera, sul lato sinistro, era situata la presa d'aria tropicalizzata dotata di filtri antisabbia Tipo A.S. ("Africa Settentrionale") del turbocompressore del motore e i due radiatori dell'olio con la tipica forma a barilotto.
Il carrello, del tipo triciclo posteriore, aveva le gambe principali che si ritraevano verso la mezzeria del velivolo; gli elementi principali erano dotati di ammortizzatori oleopneumatici. Il ruotino posteriore era del tipo semiretrattile mediante comando idraulico collegato allo stesso comando del carrello anteriore. L'ampia carreggiata del carrello e la sua robustezza consentivano al Macchi C.205 l'impiego anche su superfici semipreparate. Un punto debole del carrello d'atterraggio era la mancanza di un dispositivo di blocco meccanico nella posizione estratta, con il rischio d'incorrere in seri problemi nel caso di perdite del fluido idraulico del circuito che comandava l'estrazione delle gambe del carrello principale. La posizione assunta dal carrello era fornita al pilota da un indicatore meccanico, da uno elettrico e da uno acustico, i primi due posizionati sul cruscotto.
Il posto di pilotaggio, di dimensioni piuttosto ridotte, dotato di parabrezza con trasparente anteriore in blindovetro del tipo "VIS 1" e tettuccio incernierato sulla destra per consentire l'accesso del pilota, era munito di seggiolino regolabile in altezza e protetto da corazzatura. La visibilità era buona in volo ma problematica a terra per via del lungo muso. Al di sotto dell'abitacolo era situato il radiatore del liquido del circuito di raffreddamento del motore, che era perfettamente uguale, nelle dimensioni, a quello installato sul Folgore.

### Motore
L'apparato propulsore era costituito da un motore Daimler-Benz DB 605 A-1 costruito su licenza dalla FIAT con la denominazione FIAT RA.1050 RC. 58 "Tifone". Si trattava di un propulsore con dodici cilindri a V invertito di 60°, alimentazione a iniezione, raffreddato a liquido e capace di sviluppare una potenza di 1 475 cavalli vapore (1 085 kW) a 2 800 giri al minuto, al decollo. Il motore era dotato di avviamento elettrico, riduttore e compressore per il ristabilimento della potenza in quota a 5 800 metri dove erogava la potenza di 1 355 cavalli vapore (997 kW) a 2 800 giri al minuto.
Il motore azionava un'elica tripala metallica tipo Piaggio P.2001 del diametro di 3,05 m a giri costanti e passo variabile in volo mediante comando elettro-meccanico.

### Sistemi e impianti
Il combustibile tipo Avio B.4 da 95-100 ottani era contenuto in quattro serbatoi. Il principale da 270 litri era situato all'interno del pianetto centrale, altri due da 40 litri erano disposti ai lati del serbatoio principale e, infine, un serbatoio da 83 litri trovava posto alle spalle del pilota. Tutti i serbatoi erano protetti da rivestimento "SEMAPE" capace di chiudere i fori dei proiettili fino a un calibro di 12,7 mm.
Il Macchi C.205V disponeva di un impianto ricetrasmittente del tipo Allocchio-Bacchini B.30, con antenna del tipo a stilo. Negli esemplari in servizio nell'Aeronautica Cobelligerante tale apparato fu sostituito in seguito da un più efficiente modello T.R.5043 di fabbricazione statunitense.

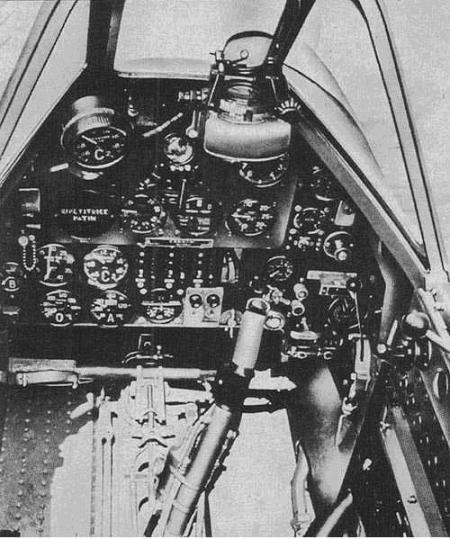
Abitacolo del Macchi C.205V (dal Catalogo Nomenclatore)

Era prevista l'installazione di un radiogoniometro RG.42 sotto la fusoliera e, sugli ultimi esemplari prodotti, di un IFF tipo DSSE Argo o Lorenz FuG 25a Esrtling compatibile con i radar di scoperta GEMA FuGM80 Frenya delle stazioni di avvistamento della Luftwaffe. Il collimatore a riflessione era un San Giorgio tipo C con mirini a visuale libera. I Macchi C.205 dell'ANR montarono anche equipaggiamenti tedeschi come, ad esempio, il collimatore Revi C/12. Il cruscotto era realizzato in tre varianti, una per la Serie I e due per la Serie III con modifiche connesse alle variazioni dell'armamento. Alle spalle del pilota trovavano posto le bombole dell'impianto pneumatico e dell'impianto idraulico.

### Armamento
L'armamento era costituito da due mitragliatrici Breda-SAFAT calibro 12,7 mm, appaiate in caccia con tiro sincronizzato attraverso il disco dell'elica e con 370 proiettili per arma, e due Breda-SAFAT calibro 7,7 mm alari con 500 munizioni per arma. A partire dalla Serie III, le mitragliatrici alari furono sostituite da due cannoni Mauser MG 151/20A da 20 mm, con 250 colpi per arma.

## Impiego operativo

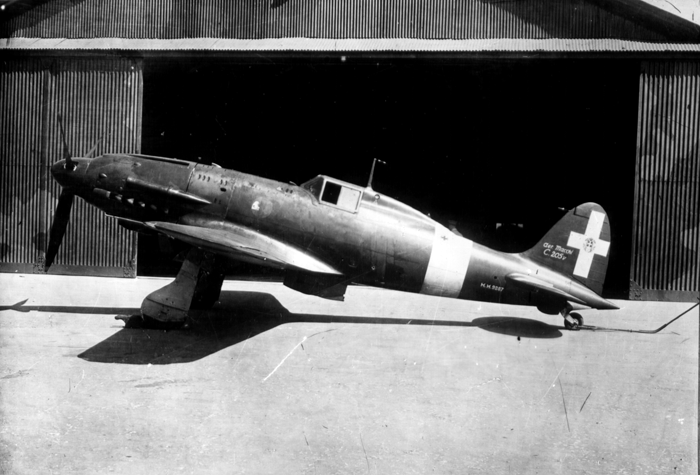
Il prototipo del Macchi C.205V (M.M. 9287) ripreso a Guidonia durante le prove militari

### Croazia
Nel corso della seconda guerra mondiale, i Macchi C.205 combatterono anche con le insegne dell'aviazione dello Stato Indipendente di Croazia, la Zrakoplovstvo Nezavisne Države Hrvatske (ZNDH). Infatti questa forza aerea ricevette, oltre ai Macchi C.202, anche quattro C.205.
Il 30 giugno 1944, tre Veltro croati guidati da piloti veterani del fronte orientale, Major Helebrant, Oberleutnant Bencetic e Feldwebel Bartulovic accompagnati da tre Macchi C.202 assegnati a piloti senza esperienza, furono inviati a intercettare una formazione di bombardieri statunitensi. Affrontati dai caccia di scorta North American P-51 Mustang del 5th FS del 52nd FG sopra Bjelovar, solo il Veltro di Bencetic riuscì a tornare alla base: il resto della formazione croata fu abbattuto dai caccia o dal fuoco difensivo dei bombardieri.

### Egitto
In amministrazione controllata dal 15 dicembre 1947, l'Aeronautica Macchi, anche con il supporto dell'Aeronautica Militare, riprese la produzione del Veltro usando componenti e attrezzature risparmiate dalla distruzione della guerra o recuperate sui vari campi di volo, oppure convertendo cellule di Macchi C.202 in Macchi C.205. La trasformazione comportava la sostituzione del motore e dei piani verticali di coda, mentre le ali rimanevano quelle del C.202 predisposte, pur private delle armi calibro 7,7 mm e munite di attacchi subalari per i carichi di caduta. La ripresa produttiva fu stimolata anche per soddisfare la commessa per l'Aeronautica egiziana, la Royal Egyptian Air Force (REAF), che si era concretizzata dopo i primi contatti tra i rappresentanti diplomatici egiziani, il direttore generale dell'Aeronautica Macchi generale Eraldo Ilari e il governo italiano. La commessa del valore di 648 298 sterline prevedeva un lotto iniziale di ventiquattro M.C.205V, di cui solo otto originali e il resto Folgore riconvertiti. La Macchi da parte sua donò personalmente a re Farouk un MB.308 (codice SU-AGG). Una prima fornitura del lotto di ventiquattro macchine raggiunse l'Egitto in tempo utile per partecipare al primo conflitto arabo-israeliano.
Quattro esemplari raggiunsero l'Egitto via mare dall'Italia il 16 settembre 1948, tre esemplari il 6 ottobre, quattro il 26 ottobre e ulteriori quattro il 24 novembre, ricevendo dalla REAF i numeri di serie da 1201 a 1215. Si trattava di cinque M.C.205V e dieci M.C.202 convertiti. I restanti nove velivoli del primo ordine raggiunsero l'Egitto ai primi del 1949 ricevendo le matricole 1216-1224 (si trattava di tre M.C.205 e sei M.C.202 convertiti).
Un accordo per un secondo lotto di diciotto macchine fu firmato il 23 febbraio 1949, per un valore contrattuale di 270 000 sterline. I velivoli furono forniti tra il luglio e il novembre 1949. Per le attività di assistenza e le operazioni di accettazione dei velivoli l'Aeronautica Macchi mise a disposizione un team di tecnici che fu inviato in Egitto, guidato dal colonnello Ettore Foschini e comprendente inoltre il collaudatore della ditta Guido Carestiato.
Gli M.C.205V di questo secondo lotto ricevettero i numeri seriali da 1225 a 1242. Nella REAF i caccia della Macchi furono assegnati allo Squadron 2 operante sulla base di al-Arish in tempo per partecipare al conflitto arabo-israeliano del 1948-49. I Veltro egiziani furono utilizzati in combattimento contro gli aerei israeliani, con risultati controversi. Secondo alcune fonti, il 7 gennaio 1949 un Veltro distrusse un P-51D Mustang israeliano.
Sicuramente tre macchine furono perse in combattimento tra il 28 dicembre 1948 e il 5 gennaio 1949 mentre una quarta macchina, seriamente danneggiata e poi recuperata, era pilotata da Shalabi al Hinnawi che diventerà nel 1967 il comandante generale dell'Aviazione militare egiziana. Il Veltro di Shalabi al Hinnawi fu colpito durante un raid di Spitfire IX dell'Aeronautica militare israeliana sulla base di al-Arish mentre si trovava in fase di atterraggio. Un rapporto sullo stato dell'aviazione egiziana, stilato in data 25 gennaio 1949 (perciò successivamente alla data dell'armistizio arabo-israeliano), rivelò che tre velivoli serie 1204, 1208 e 1215 erano stati dichiarati fuori uso, probabilmente persi in combattimento, e altri sei erano seriamente danneggiati per danni causati da atterraggi di fortuna.
I Veltro furono intensamente utilizzati nell'Aeronautica egiziana, subendo anche molti incidenti, sia per la scarsa esperienza dei piloti egiziani sia per i frequenti malfunzionamenti dei motori DB 605, costruiti su licenza in Italia durante il periodo bellico.
Con l'entrata in servizio dei primi caccia a reazione, i Macchi furono relegati a compiti di addestratori avanzati concentrati nel 5/6 Combined Advanced Training Squadron sulla base di Helwan, lasciando comunque un buon ricordo nei piloti egiziani.
Quando nel dicembre 1950 una missione della Aermacchi visitò le basi della REAF per fornire assistenza tecnica, erano ancora operativi ventisei esemplari di Macchi C.205V, distribuiti tra le basi di Almaza, Al Ballah, El Arish, Helwan: tra questi erano presenti i velivoli veterani di guerra forniti con il primo lotto e quattro esemplari apparivano ancora in condizioni di volo.
La prevista fornitura di un terzo lotto di venti esemplari, già predisposto, non si materializzò perché l'Aviazione egiziana stava già ricevendo i suoi primi caccia a reazione e i velivoli, ricondizionati, furono ceduti all'Aeronautica Militare italiana tra il 14 febbraio 1950 e il 29 maggio 1951. Furono impiegati nella Scuola Caccia di Lecce fino ai primi anni cinquanta.
L'attività svolta dalla Aermacchi nella produzione degli M.C.205 per l'Egitto attirò le attenzioni della cosiddetta Banda Stern, l'organizzazione terroristica israeliana a cui fu attribuito l'attentato ai fabbricati della ditta stessa avvenuto il 18 settembre 1949. Diverse bombe furono piazzate nell'aviorimessa dell'Aermacchi a Venegono, dove erano presenti anche alcuni dei Macchi C.205 ordinati dall'Egitto: l'esplosione causò la distruzione di un M.C.205V con numero di matricola M.M. 9351 (destinato all'Aeronautica italiana) e di tre MB.308, mentre altri tre Veltro furono danneggiati. L'attentato però non coinvolse nessuno degli aerei della commessa egiziana, i quali si trovavano a Valle Olona dove erano stati preparati e imballati per il trasporto verso l'Egitto. L'attentato non influì sul programma e non rallentò le consegne, che si completarono regolarmente.

### Germania
Nelle settimane precedenti l'8 settembre 1943 l'Aeronautica Macchi aveva in costruzione gli M.C.205V Serie III (MM 92153-92302). I Veltro MM 92214 e 92210 raggiunsero il 4º Stormo a Pescara il 6 settembre e furono gli ultimi esemplari a essere consegnati alla Regia Aeronautica prima dell'armistizio.
Dopo l'armistizio i tedeschi requisirono gli esemplari di M.C.205V del 3º Stormo presenti a Cerveteri. Questi esemplari, insieme a quelli che i tedeschi prelevarono direttamente dalle officine dell'Aeronautica Macchi di Lonate Pozzolo a partire dal 9 settembre, furono assegnati al II Gruppe dello Jagdgeschwader 77 (II./JG 77) che aveva dovuto cedere i propri velivoli allo Jagdgeschwader 53.

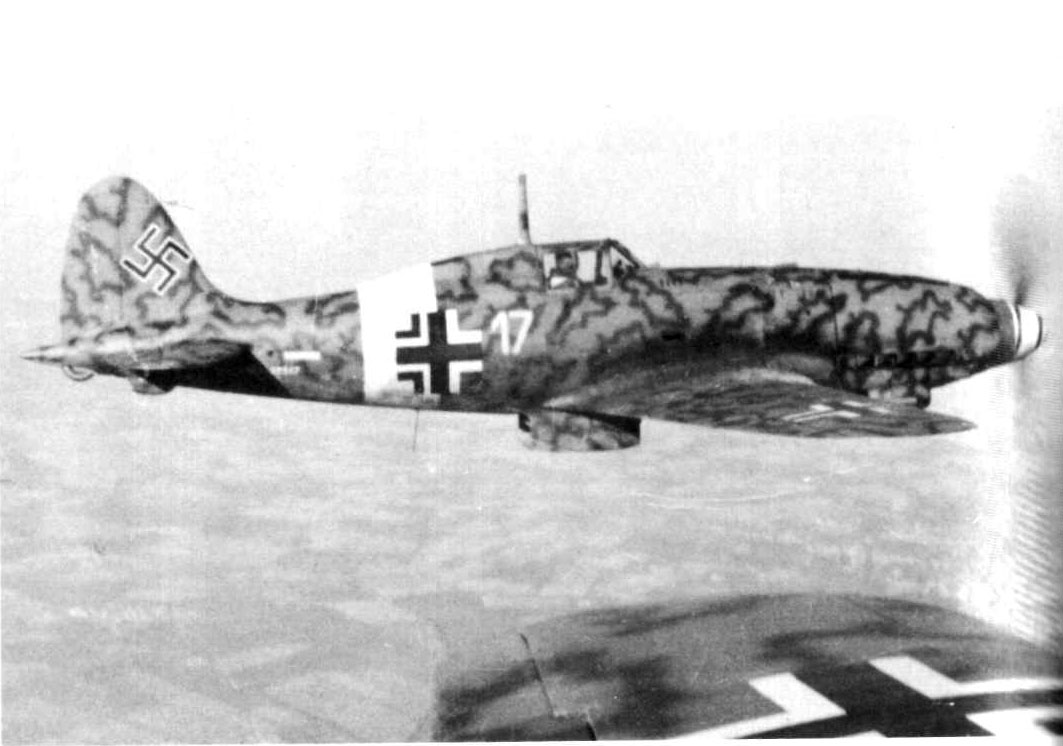
Macchi C.205V Serie III, M.M. 92244 appartenente al II./JG77, Lagnasco, ottobre 1943

Per la fine di settembre gli esemplari catturati dai tedeschi furono sufficienti ad armare le tre Staffeln che componevano il Gruppe, rispettivamente 4/JG77, 5/JG77 e 6/JG77. Alla data del 30 settembre il II Gruppe aveva in carico venticinque velivoli.
L'addestramento dei piloti tedeschi sul caccia italiano si completò nel successivo mese di ottobre e non fu esente da tutta una serie di problemi che causarono qualche incidente anche mortale e la perdita di cinque velivoli. Le difficoltà incontrate dai piloti tedeschi furono dovute essenzialmente al diverso funzionamento della manetta del motore, che nei velivoli tedeschi dava potenza spostandola verso l'avanti, mentre in quelli di costruzione italiana la massima potenza si otteneva tirandola a sé.
Al termine dell'addestramento, tra il 23 ottobre e il 2 novembre 1943, il II./JG77 si trasferì sul campo di Airasca, presso Pinerolo in provincia di Torino, e successivamente a Lagnasco in provincia di Cuneo, che divenne la sua base operativa. La Luftwaffe utilizzò l'M.C.205 nelle missioni d'intercettazione sui cieli dell'Italia settentrionale.
Il 9 novembre il Leutnant Franz Hrdlicka, comandante della 5 Staffel, abbatté un P-38; un altro abbattimento, questa volta ai danni di un B-24 Liberator avvenne l'11 novembre, presso Cuneo, a opera del Feldwebel Albert Ullrich. Il 16 dicembre sedici M.C.205V si scontrarono con venticinque P-38 del 14th Fighter Group abbattendone uno e danneggiandone altri due.
Con la costituzione dell'Aeronautica Nazionale Repubblicana (ANR) lo JG 77 fu riarmato con i Bf 109G-6 e il 31 dicembre 1943 i Macchi C.205V furono ceduti ufficialmente al 1º Gruppo Caccia dell'ANR. Un altro reparto della Luftwaffe che utilizzò il Macchi C.205 fu il I Gruppe dello Jagdgeschwader 108, reparto d'addestramento con base a Wiener Neustadt, che ne ricevette almeno due.

### Italia

#### Regia Aeronautica

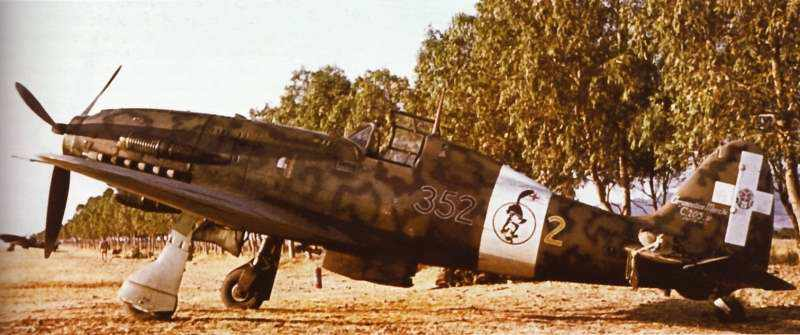
Macchi C.205V della 352ª Squadriglia, 20º Gruppo, 51º Stormo ripreso a Capoterra (CA) nel luglio 1943

Il primo reparto della Regia Aeronautica a essere equipaggiato con i Macchi C.205, a partire dal 6 febbraio 1943, fu la 71ª Squadriglia del 17º Gruppo caccia del 1º Stormo Caccia Terrestre, di base all'Aeroporto di Pantelleria, impegnata in missioni di scorta ai convogli navali e aerei che cercavano di rifornire le truppe italo-tedesche impegnate nell'ultima resistenza in Tunisia. Il 7 aprile gli M.C.205 del 1º Stormo entrarono in combattimento per la prima volta, compiendo anche l'ultima azione del reparto nei cieli tunisini.
Il 20 aprile 1943 una formazione mista di circa trenta tra Macchi C.205 e M.C.202 del 1º Stormo, guidati dal maggiore Di Bernardo e dal capitano Nioi, affrontò un gruppo di caccia alleati costituito da circa sessanta Spitfire sopra i cieli del Canale di Sicilia. Dopo un violentissimo combattimento, i Macchi rivendicarono l'abbattimento di diciassette Spitfire, a fronte della perdita di soli due caccia. Secondo il fonogramma conservato tra le relazioni operative dell'Aeronautica della Sicilia (messaggio n. 1832), "quindici Spitfire sono da considerarsi sicuramente abbattuti, quattordici dei quali visti finire in mare più uno precipitato a terra tra Capo Bon e Capo Mustafà".
Nei registri britannici non c'è menzione di tali perdite di caccia britannici negli avvenimenti di quel giorno. Sono confermate le perdite italiane, piloti Andreoli, Fanelli e Borreo, quest'ultimo atterrato fuori campo in Tunisia mentre non trovano riscontro le rivendicazioni di undici caccia italiani abbattuti.
Altri combattimenti si verificarono il 29 e il 30 aprile e poi il 1º maggio. Il Canale di Sicilia in quei giorni era teatro di sanguinosi combattimenti, come quello avvenuto il 6 maggio quando i Macchi C.205 di scorta a un convoglio aereo diretto in Tunisia si scontrarono con i P-40 dell'USAAF.
Il crollo finale del fronte tunisino il 13 maggio 1943 e la vulnerabilità di Pantelleria determinarono, nella seconda metà di maggio, l'arretramento del 1º Stormo sull'aeroporto di Catania-Fontanarossa, in Sicilia, con l'impiego del campo-trampolino di Finocchiara a circa 15 chilometri a sud-est di Ragusa.
L'8 giugno quindici Macchi C.205 del 1º Stormo furono impegnati nella scorta a tre aerosiluranti inviati ad attaccare le unità navali alleate che stavano bombardando le difese di Pantelleria. Il reparto fu sottoposto a un continuo logorio di uomini e mezzi, nel tentativo di contrastare i pesanti bombardamenti aerei che stavano martellando aeroporti, installazioni militari e città della Sicilia, in preparazione all'imminente sbarco alleato. Alla fine di giugno il 1º Stormo, senza più aerei, fu sostituito dal 4º Stormo che, lasciato il fronte africano nel gennaio 1943, fu equipaggiato con Macchi C.202 e M.C.205 sugli aeroporti di Campoformido (10º Gruppo) e Bresso (9º Gruppo).
Alla vigilia dello sbarco in Sicilia (nome in codice operazione Husky) il 4º Stormo aveva in dotazione dieci M.C.205 e trentotto M.C.202 disseminati sugli aeroporti della piana catanese, Sigonella, Finocchiara e San Salvatore. Furono fatti affluire altri dieci M.C.205 e otto Re.2005 che, unitamente a cinquanta M.C.202 e altrettanti Messerschmitt Bf 109G degli altri reparti, era tutto ciò che la Regia Aeronautica poté opporre a fronte di 4 900 aerei anglo-americani.
Il 4º Stormo fu subito impegnato a ostacolare le operazioni di sbarco sulle spiagge siciliane, con una continua richiesta di interventi operativi, anche fino a sei missioni giornaliere. L'usura di uomini e macchine fu altissima anche a causa dei continui bombardamenti alleati sugli aeroporti dell'isola al fine di assicurarsi il dominio dell'aria sul teatro operativo. I bombardamenti decimarono la linea di volo del reparto che fu costretto a lasciare l'aeroporto di Catania-Fontanarossa e arretrare su quello di Crotone.

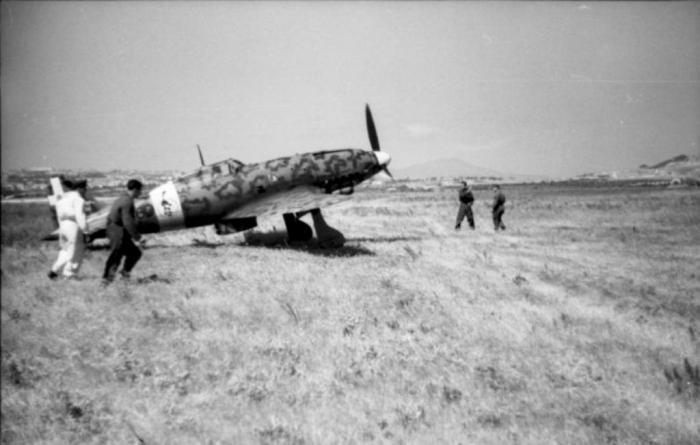
M.C.205 Veltro della 351ª Squadriglia del 155º Gruppo dipendente dal 51º Stormo, a Monserrato (Sardegna) nell'estate 1943

In quei giorni, il 5 luglio, caddero due famosi assi italiani, il capitano Franco Lucchini a bordo di un Macchi C.202 e il sottotenente Leonardo Ferrulli a bordo di un M.C.205V. Il 3 settembre sedici Macchi C.205 intervennero per ostacolare lo sbarco sulla costa calabra, mitragliando assembramenti di mezzi e truppe tra Archi e Reggio Calabria. Il 5 settembre dodici velivoli eseguirono azioni di mitragliamento nella zona di Bagnara.
Un altro reparto che ricevette in dotazione il Veltro fu il 3º Stormo C.T. del tenente colonnello Tito Falconi, rientrato dalla Tunisia e schierato prima a Ciampino, poi sul campo decentrato di Cerveteri. Il 18º Gruppo (83ª, 85ª e 95ª Squadriglia) ricevette alcuni M.C.205, mentre il 23º Gruppo era dotato di Bf 109G.
L'assegnazione dei primi tre Veltro al 3º Stormo avvenne ad personam da parte del comandante Falconi ad altrettanti piloti del reparto distintisi in combattimento, il tenente Franco Bordoni Bisleri, il maresciallo Guido Fibbia e il sergente maggiore Luigi Gorrini.
Particolarmente violenti i combattimenti del 13 agosto 1943, in occasione del secondo bombardamento sugli scali ferroviari di Roma, ma i caccia italiani e della Luftwaffe che decollarono per fronteggiare quattrocento velivoli americani furono solo settantacinque. Proprio il tenente Bisleri rivendicò con un M.C.205V Serie III la sua tredicesima vittoria (un B-17) e successivamente anche un Marauder.
Alla data dell'armistizio il 3º Stormo aveva in carico dodici C.205V. Il 51º Stormo ricevette i suoi primi Veltro alla fine di aprile 1943. Il reparto fu rischierato in Sardegna, con il 155º Gruppo a Monserrato e il 20º Gruppo a Capoterra.
Alla fine di maggio si registrarono i primi scontri. Il 22 luglio avvenne lo scontro di maggior rilievo, dove ai Folgore e ai Veltro del reparto furono attribuiti successi certi contro dieci Curtiss P-40 più cinque probabili, con la perdita del sergente maggiore Ferruccio Serafini e altri due Macchi. Il 2 agosto, nei pressi di Capo Pula, sei M.C.205V del 20º Gruppo riuscirono a sorprendere venti caccia statunitensi (tra P-38 e P-40) all'attacco di un idrosoccorso CANT Z.506. Al termine del violento scontro furono attribuiti ai caccia italiani successi contro cinque P-38, con la perdita in combattimento del maresciallo Piero Bianchi.
L'intensa attività dello stormo fu rivolta a contrastare l'offensiva alleata contro gli aeroporti e gli obiettivi militari della Sardegna. Tra aprile e settembre il reparto perse numerosi piloti, e alla memoria di quattro di essi, capitano Italo D'Amico, tenente Paolo Damiani, maresciallo Pietro Bianchi e al sergente Ferruccio Serafini asso della caccia, fu concessa la massima onorificenza militare. Al momento dell'armistizio il 51º Stormo aveva in carico quattordici M.C.202 e quattordici M.C.205 in Sardegna, mentre altri quattro M.C.205 e sei M.C.202 furono dislocati a Foligno.
Con i Macchi C.205V fu equipaggiato anche uno speciale reparto, la 310ª Squadriglia Caccia Aerofotografica. I velivoli furono modificati presso la Squadra Riparazioni Aeromobili Motori (SRAM) di Guidonia, eliminando l'impianto radio e installando in fusoliera una macchina fotografica Rb50x30 di fabbricazione tedesca. Alcuni esemplari furono anche muniti di serbatoi supplementari sotto le ali.
I velivoli si spostavano in piccoli nuclei a seconda delle esigenze operative. All'inizio di settembre si richiese una produzione mensile di tre M.C.205 fotografici, per garantire almeno dodici macchine efficienti con la 310ª Squadriglia. All'armistizio il reparto aveva in dotazione sei M.C.205V, la metà dei quali dislocati a Decimomannu.
Un altro reparto che ricevette un'aliquota di M.C.205V fu il 24º Gruppo autonomo che nella seconda settimana di maggio si trovava dislocato a Venafiorita (Olbia). Il 24 maggio la base fu colpita da un violento bombardamento aereo che sorprese alcuni velivoli in fase di decollo. Il comandante del Gruppo, maggiore Bruno Ricco fu colpito gravemente; il tenente Cavalli riuscì comunque a decollare e abbattere due aerei attaccanti. Il 27 agosto il reparto fu trasferito a Metato (Pisa).
Alcuni esemplari del nuovo caccia furono inoltre distribuiti al 3º Gruppo (6º Stormo), al 21º Gruppo Autonomo, al 2º Gruppo complementare di Campoformido, al 3º Gruppo complementare di Foligno e al 60º Gruppo Intercettori di Lonate Pozzolo.

#### Regia Aeronautica Cobelligerante
Dopo l'8 settembre i Macchi C.205 che avevano raggiunto gli aeroporti dell'Italia meridionale controllata dagli Alleati furono inquadrati, dopo la dichiarazione di guerra alla Germania avvenuta il 13 ottobre 1943, nel Raggruppamento Caccia della Italian Co-Belligerent Air Force (ICAF), istituita il 15 ottobre 1943.
Si trattava di una cinquantina di velivoli che operarono con i Gruppi 9º e 10º del 4º Stormo e nei Gruppi 21º e 155º. Con il successivo inquadramento della ICAF nella Balkan Air Force, l'attività operativa si svolse principalmente sul fronte dei Balcani con missioni di scorta e mitragliamento in appoggio ai partigiani di Tito, che combattevano contro le truppe tedesche in ritirata verso nord.
Le operazioni contro le forze tedesche iniziarono però subito dopo la dichiarazione dell'armistizio: già il 12 settembre si verificò una ricognizione offensiva di dieci Macchi C.205 del 4º Stormo nell'area compresa tra Brindisi e Bari; il 18 settembre e il 28 settembre i Macchi C.205 del 4º Stormo intervennero nel Mar Ionio a supporto delle divisioni italiane rimaste isolate nelle isole di Cefalonia e Corfù, impegnate contro le forze tedesche.
Il 25 settembre avvenne il primo scontro con la caccia della Luftwaffe, che coinvolse due Veltro con la coccarda tricolore. Lo scontro si concluse con l'abbattimento di un Bf 109G-6 del III./JG 27 da parte del capitano Annoni.
Il 6 ottobre due M.C.205V, con ai comandi il maggiore Carlo Maurizio Ruspoli di Poggio Suasa e il capitano Mariotti, decollarono da Foggia e sorvolarono a bassa quota Roma, da Ponte Milvio a Porta San Paolo, lanciando manifestini che erano stati sistemati nella fessura degli ipersostentatori, in modo tale che fosse sufficiente iniziare l'apertura degli stessi per liberarli. Della missione doveva far parte anche il maggiore Ranieri Piccolomini Clementini Adami, comandante del 10º Gruppo, che però fu costretto a rimanere a Foggia per un'avaria.

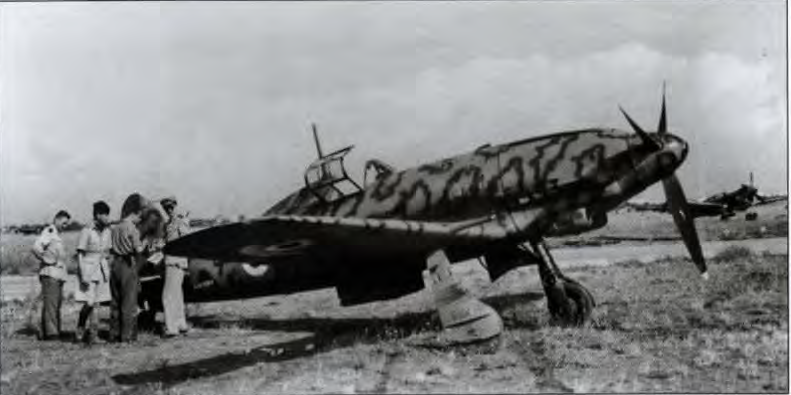
Il Macchi C.205V Serie III M.M. 92114 del maggiore Ruspoli, protagonista del lancio di manifestini su Roma il 6 ottobre 1943

Dopo la tragica caduta di Cefalonia e Corfù, il fronte balcanico divenne il principale teatro di operazioni dell'Aeronautica cobelligerante. Il 16 ottobre sei Veltro e sei Folgore del 4º Stormo e del 21º Gruppo autonomo entrarono in azione scortando dieci Reggiane Re.2002 del 5º Stormo Tuffatori impegnati in un'azione di bombardamento sull'aeroporto di Scutari in Albania.
Ancora il 23 e il 24 ottobre i Macchi C.205V furono impegnati nella scorta ai tuffatori Re.2002, impegnati a effettuare una serie di missioni di bombardamento a supporto delle truppe italiane della 1ª Divisione alpina "Taurinense" e della 19ª Divisione fanteria "Venezia" dislocate in Montenegro. Alla fine del ciclo operativo tre Re.2002 erano stati persi in combattimento, mentre i tedeschi subirono la perdita di uno Junkers Ju 52 e di un Bf 109G.

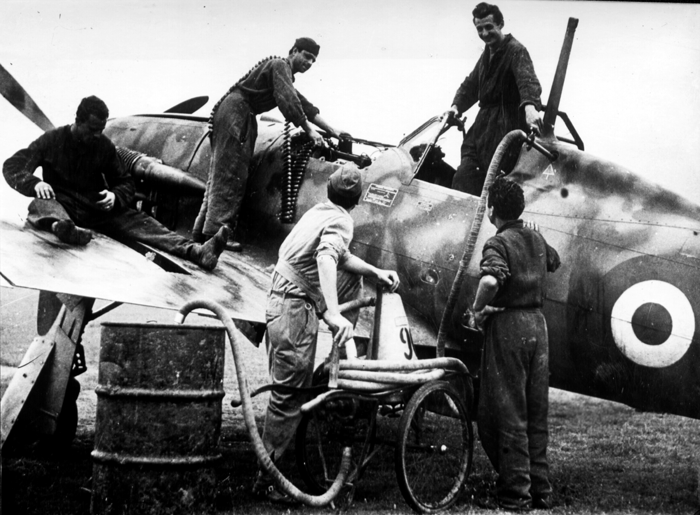
Un Macchi C.205V della Regia Aeronautica Cobelligerante durante le operazioni di rifornimento e riarmo

Per incrementare l'autonomia dei Macchi C.205 assegnati alle missioni di scorta sui cieli jugoslavi fu realizzata una versione Grande Autonomia: un ulteriore serbatoio da 220 litri fu installato nello spazio ricavato rimuovendo armi e munizioni delle due armi in caccia. Naturalmente questa versione fu limitata solo agli esemplari della Serie III che, quindi, potevano utilizzare come armamento i soli cannoni alari. Sempre per aumentare l'autonomia, alcuni C.205 Serie I furono trasformati in versione Scorta installando due serbatoi sub-alari con una capacità di 100 o 150 litri ciascuno, sganciabili in volo, mantenendo l'armamento delle due 12,7 mm in caccia e delle due 7,7 mm alari.
Il notevole impiego operativo e la forte usura nei mezzi determinò, già dal mese di novembre, il grave problema della mancanza di parti di ricambio, poiché la ditta costruttrice Macchi era rimasta sotto controllo tedesco. Si ovviò a questo inconveniente grazie alla maestria degli specialisti del Servizio Tecnico Caccia, che riuscirono a trasformare cellule di M.C.202 in M.C.205 sfruttando ogni relitto di Macchi C.202 recuperato nei campi volo dell'Italia meridionale. La modifica principale fu naturalmente la sostituzione del propulsore, il che comportava anche la sostituzione di parte delle carenature, dell'elica, dell'ogiva, del radiatore dell'olio e dei piani verticali. L'ala degli M.C.202 trasformati in M.C.205 manteneva la possibilità di installare le mitragliatrici da 7,7 mm, mentre l'apparato radio originale era sostituito da più leggeri ed efficienti apparati statunitensi. Prima della fine della guerra una parte delle riconversioni fu affidata all'Aeronautica Sannita di Benevento. Gli esemplari ibridi non furono più di una ventina e si distinguevano per il ruotino posteriore, che nel Folgore era fisso.
Tra la fine del 1943 e i primi del 1944 le missioni di scorta ai trasporti e di mitragliamento degli aeroporti furono sempre più frequenti, nel tentativo di ridurre la minaccia della Luftwaffe ai velivoli da trasporto impegnati nelle missioni di aero-rifornimento ai partigiani jugoslavi e alle truppe italiane.
A metà gennaio 1944 i Macchi C.205 del 4º Stormo si portarono sulla base di Palata (Foggia) mentre a Leverano (Lecce) restarono i Macchi del 51º Stormo, trasferiti dalla Sardegna. A fine marzo 1944 anche cinque M.C.205 e sette M.C.202 del 51º Stormo si trasferirono a Palata e, successivamente, sull'aeroporto di Campomarino. Il 20 giugno 1944 il 12º Gruppo del 4º Stormo iniziò la transizione sui Bell P-39 Airacobra e tutti i Macchi C.205 superstiti furono concentrati nel 51º Stormo (Gruppi 20º, 21º e 155º).
A metà agosto sedici M.C.205 e nove M.C.202 del 51º Stormo effettuarono il rischieramento sugli aeroporti leccesi per attaccare le truppe tedesche che stavano ritirandosi dalla Grecia. Tuttavia la lontananza degli obiettivi posti in territorio jugoslavo consentì l'impiego dei soli M.C.205 Grande Autonomia del 155º Gruppo.
Nel 1944 andarono perduti nove Macchi C.205. Le perdite furono attribuite in parte alla contraerea tedesca, ma molti furono i casi dovuti ai malfunzionamenti generati dalle precarie condizioni degli aerei, che avevano accumulato centinaia di ore di volo e di missioni. All'8 maggio 1945 il 155º Gruppo si ritrovò sull'aeroporto di Galatina avendo in carico trenta Macchi C.205, di cui diciannove efficienti: cessate le ostilità gli M.C.205 del Raggruppamento Caccia avevano effettuato complessivamente quasi tremila ore di volo in missioni operative.

#### Aeronautica Nazionale Repubblicana

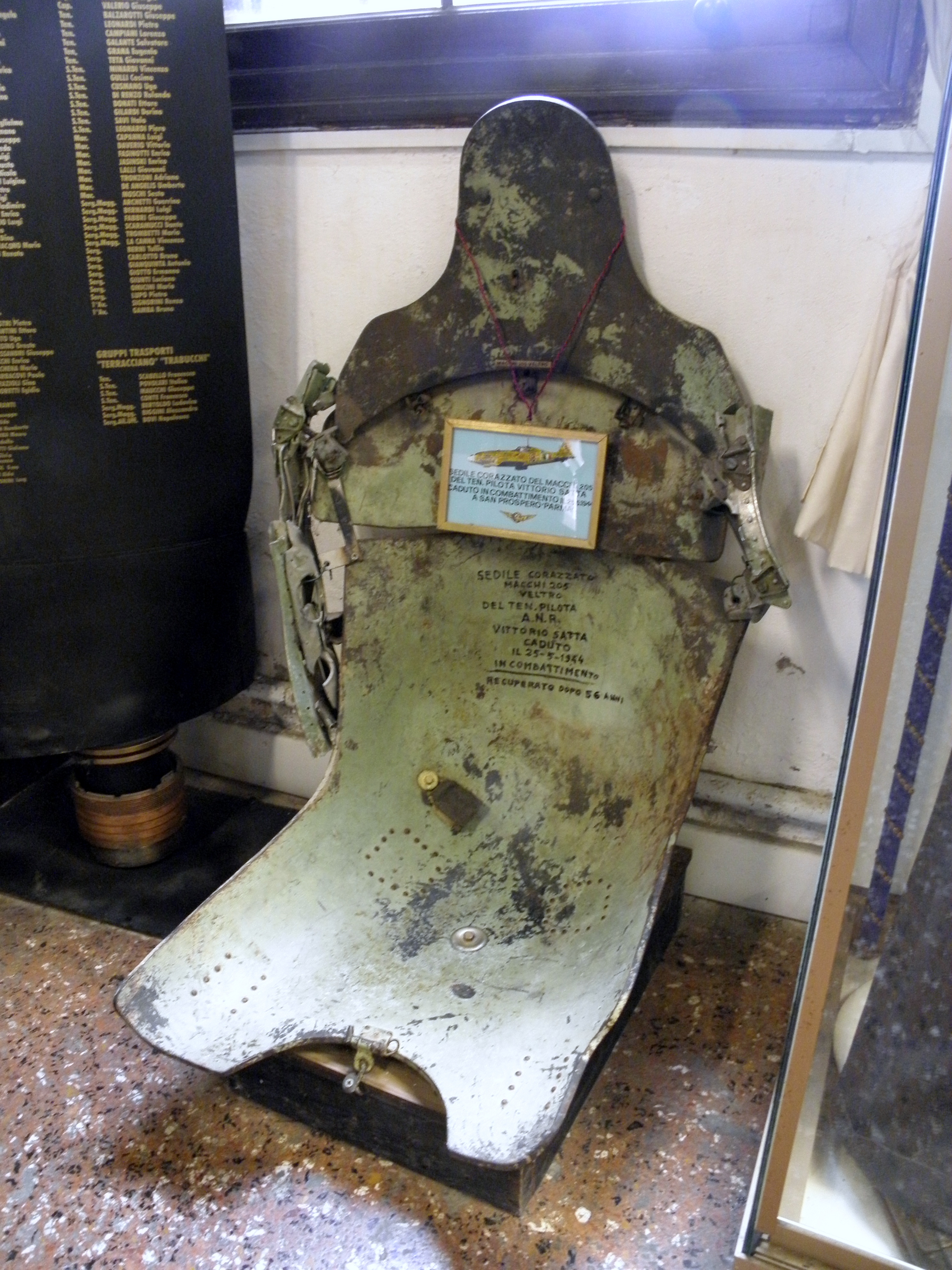
San Pelagio, frazione di Due Carrare, Museo dell'aria e dello spazio: nella sala dedicata all'ANR è esposto il seggiolino corazzato del Macchi C.205 Veltro pilotato dal tenente pilota Vittorio Satta, abbattuto il 25 maggio 1944 e recuperato nel 2000

Con la costituzione dell'Aeronautica Nazionale Repubblicana (ANR) i venticinque Macchi C.205 dello JG 77 furono consegnati ufficialmente al 1º Gruppo Caccia della neonata aeronautica il 31 dicembre 1943, presso la base di Lagnasco. Ulteriori centododici nuovi esemplari prodotti dalla Macchi furono forniti all'ANR prima della fine delle ostilità, permettendo di completare l'equipaggiamento delle tre squadriglie del Gruppo: la 1ª Squadriglia "Asso di Bastoni" comandata dal capitano Adriano Visconti, la 2ª Squadriglia "Vespa arrabbiata" comandata dal capitano Marco Marinone, la 3ª Squadriglia "Arciere" comandata dal capitano Pietro Calistri.
I Macchi C.205V furono utilizzati efficacemente dall'Aeronautica Nazionale Repubblicana, potendo agire con un sufficiente margine di preavviso nell'intercettazione delle grosse formazioni avversarie grazie alla rete di radiolocalizzatori della Luftwaffe dislocati nell'Italia occupata.

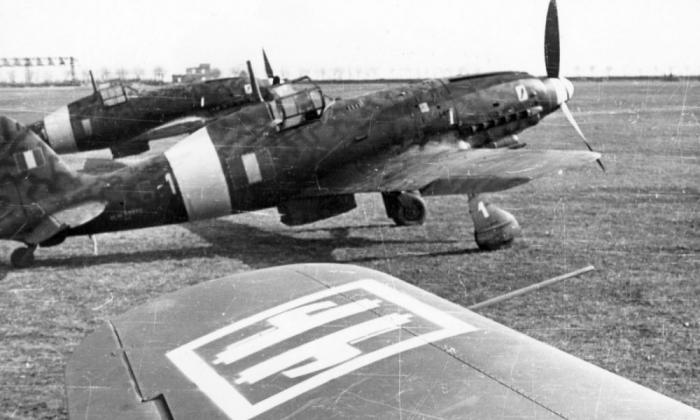
M.C. 205 Veltro del 1º Gruppo Caccia dell'ANR sul campo di Campoformido, 1944

Il battesimo del fuoco dei Macchi C.205V del 1º Gruppo dell'ANR avvenne il 3 gennaio 1944. Una grossa formazione di bombardieri quadrimotori statunitensi costituita da cinquantatré Boeing B-17 del 2nd e del 99th Bombardment Group era stata inviata a bombardare la fabbrica di cuscinetti RIV di Villar Perosa (attualmente denominata SKF) nell'ambito dell'operazione Pointblank. I bombardieri erano scortati da trentacinque caccia Lockheed P-38 Lightning del 14th Fighter Group. Quasi contemporaneamente, cinquantanove B-17 del 97th e del 301st Bombardment Group scortati da altri ventiquattro Lightning del 14th Fighter Group si dirigevano sulla stazione ferroviaria di Torino-Lingotto.
Decollati su allarme, nove Veltro del 1º Gruppo al comando del capitano Adriano Visconti intercettarono alcuni P-38 del 14th Fighter Group. Nello scontro che ne seguì i Veltro conseguirono l'abbattimento di tre P-38, accreditati a Visconti, al sottotenente Remo Lugari e al sergente maggiore Francesco Cuscunà, e ne danneggiarono altri senza subire perdite.
Il 15 gennaio il Gruppo, dotato di una settantina di velivoli, fu trasferito in Friuli, sui campi di Campoformido, Aviano e Osoppo per contrastare le formazioni della Fifteenth Air Force impegnate a bombardare obiettivi in Austria e nella Germania meridionale.
Il 30 gennaio, alla guida di Visconti, sedici M.C.205 ebbero modo di confrontarsi per la prima volta con i P-47 Thunderbolt del 325th Fighter Group "Checkertail Clan". Insieme ai P-38 Lightning del 1st, 14th e 82nd Fighter Group, i Thunderbolt erano di scorta a trentanove B-24 Liberator del 449th Bombardment Group "The Flyng Horsemen" inviati all'attacco degli aeroporti di Udine, Maniago, Lavariano e Campoformido. Quel giorno i piloti italiani rivendicarono l'abbattimento di quattro P-47 (accreditati a Carlo Magnaghi, Giuseppe Re e Luigi Gorrini) e di un B-24 Liberator (riconosciuto vittima del sottotenente Stabile). Per contro persero tre Macchi.
Il 22 febbraio bombardieri medi e pesanti americani devastarono le basi dell'Italia nordorientale, distruggendo decine di velivoli a terra e bloccando momentaneamente l'operatività della caccia tedesca e italiana. L'11 marzo 1944 trentasei Macchi C.205V del 1º Gruppo decollarono su allarme per intercettare una grossa formazione di bombardieri Boeing B-17 del 2nd e 97th Bombardment Group, scortati da cinquantasette Thunderbolt del 325th Fighter Group e diretti alle installazioni ferroviarie di Padova. I piloti dell'ANR rivendicarono l'abbattimento di otto P-47 e tre B-17 contro la perdita di quattro Macchi.
Alla fine di marzo il 1º Gruppo ricevette dalla Macchi ventiquattro nuovi M.C.205 che permisero di rimpiazzare le perdite e continuare l'attività. Agli inizi di aprile il Gruppo riprese le missioni sui cieli del Nord Est, operando anche sull'Austria, sulla Slovenia e sulla Croazia. Alla fine di aprile il reparto fu trasferito sulla base di Reggio Emilia e, in quest'area operativa, ebbe modo di confrontarsi con i P-51 Mustang. Il 25 aprile 1944 Visconti rivendicò l'abbattimento di un P-47 nel cielo di La Spezia.

Macchi C.205V Veltro della 1ª Squadriglia del 1º Gruppo Caccia "Asso di Bastoni", Campoformido, aprile 1944

Il 2 maggio, dopo un infruttuoso tentativo d'intercettare un ricognitore F-6B (versione da ricognizione del P-51A Mustang) appartenente al 111th Tactical Reconnaissance Squadron, diciotto Macchi attaccarono tra Bologna e Ferrara una formazione di duecentocinquanta velivoli statunitensi, suddivisi tra B-24 e B-17 scortati da P-47 e P-51 del 31st FG. Nello scontro i caccia italiani riuscirono ad abbattere un P-51 accreditato in collaborazione a Visconti e Fioroni nell'area tra Bologna-Lugo-Argenta, mentre il sottotenente Cucchi riuscì a far precipitare un B-17, precedentemente danneggiato da Visconti, che cadde nella zona delle Valli di Comacchio. Da parte sua, l'USAAF rivendicò in quell'occasione l'abbattimento di tre Macchi, non confermati però da parte italiana.
La pesante incursione subita dalla base di Reggio Emilia il 12 maggio 1944 da parte dei P-38 Lightning del 27th FS, 1st FG, che distrusse al suolo quattro Macchi e ne danneggiò altri sei e causò la morte del maresciallo Carlo "Carletto" Magnaghi, costrinse il 1º Gruppo a trasferirsi sulle basi più decentrate di Parma e Cavriago. A causa delle limitate dimensioni e delle cattive condizioni di queste piste di fortuna, tre Macchi C.205 rimasero distrutti per cappottamenti fuori campo.
Alla fine di maggio 1944 il 1º Gruppo aveva al suo attivo l'abbattimento di cinquantotto velivoli avversari ma le forti perdite subite nei cinque mesi di combattimento non poterono più essere reintegrate, perché il 30 aprile 1944 gli attacchi dei B-17 del 301st e 483th Bombardment Group contro Milano e del 99th e 463th Bombardment Group contro Varese avevano definitivamente danneggiato gli stabilimenti della Breda e della Macchi. Il ciclo produttivo era stato interrotto e, pertanto, fu impedita la fornitura di parti di ricambio per i Macchi. Al 31 maggio 1944 erano in carico al 1º Gruppo diciotto Macchi C.205V di cui sette efficienti. Iniziò così il passaggio sui Fiat G.55 prelevati dal 2º Gruppo Caccia, che si stava equipaggiando con i Bf-109G.
Al 1º giugno il 1º Gruppo aveva in dotazione ventisei FIAT G.55 e trentadue Macchi C.205V, con esemplari provenienti anche dalla Squadriglia complementare d'allarme "Montefusco-Bonet" che fu incorporata nel Gruppo. L'ultima annotazione di una missione dei Veltro del 1º Gruppo è del 9 agosto 1944.
Progressivamente i Macchi C.205V furono ritirati dalla prima linea e assegnati ad altri reparti dell'aviazione della RSI quali la Squadriglia Addestramento Caccia, il Nucleo Comando del 2º Gruppo e 3º Gruppo. Quest'ultimo reparto ricevette anche cinque esemplari degli ultimi sei prodotti. Secondo altre fonti, gli ultimi sei esemplari prodotti, M.M. 98227-98232 indicati come Serie VI, furono abbandonati dopo il collaudo sull'aeroporto di Lonate Pozzolo.

#### Aeronautica Militare

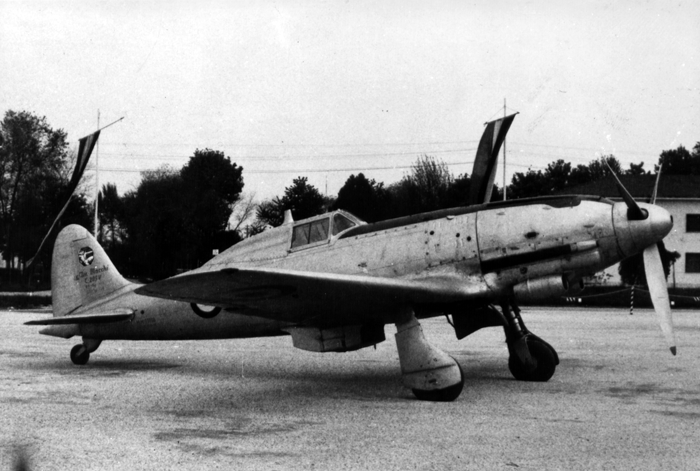
Un Macchi C.205V con le insegne del 5º Stormo dell'Aeronautica Militare. Il ruotino fisso indica che si tratta di un esemplare ibrido.

Nel dopoguerra i Macchi C.205 superstiti (circa trenta) furono in dotazione al 5º Stormo in Puglia che li mantenne in linea fino al trasferimento del reparto sull'aeroporto di Orio al Serio nel marzo 1947, per il passaggio sugli Spitfire Mk. IX. Gli esemplari superstiti furono quindi ceduti alla Scuola Caccia di Lecce e utilizzati fino al 1951.
I venti esemplari non ceduti all'Aviazione egiziana furono presi in carico dall'Aeronautica Militare tra il 14 febbraio 1950 e il 29 maggio 1951 e assegnati alla Scuola di volo di Lecce-Galatina, terminando la loro carriera sull'aeroporto di Furbara come bersagli o demoliti.

### Siria
L'Aeronautica militare siriana ricevette dieci Macchi C.205V ex egiziani che furono utilizzati fino al settembre 1952, all'arrivo cioè dei primi caccia a reazione Gloster Meteor F8 ex britannici.

## Versioni
Esemplari effettivamente prodotti
| Matricola Militare | Tipo                     | Quantità | Note                               |
| ------------------ | ------------------------ | -------- | ---------------------------------- |
| 9287               | primo prototipo C.205V   | 1        | Ricevette la M.M. 9487             |
| 9288               | secondo prototipo C.205V | 1        | Ricevette la M.M. 9488             |
| 499                | primo prototipo C.205N   | 1        |                                    |
| 500                | secondo prototipo C.205N | 1        |                                    |
| da 9288 a 9386     | C.205V Serie I           | 99       | ottobre 1942 - giugno 1943         |
| da 92153 a 92302   | C.205V Serie III         | 150      | cento consegnati al settembre 1943 |
| da 98218 a 98232   | C.205V Serie VI          | 15       | gli ultimi sei non consegnati      |

- M.C.205V Ricognitori Fotografici (R.F.) e Cinematografici

Almeno dodici Veltro furono trasformati in fotoricognitori installando in fusoliera una fotocamera planimetrica a controllo elettrico di progettazione tedesca (Reihenbildner RB50/30 - Zeiss FK 30) con ottica Zeiss 1:5, focale 50 cm e pellicola 30x30 cm, prodotta su licenza in Italia. Per installare la macchina fotografica furono sbarcati il serbatoio da 80 litri posteriore e l'impianto radio con relativa antenna a stilo. Sul fondo della fusoliera fu praticato un foro per l'obiettivo della fotocamera, occultabile dal pilota e, nel contempo, fu installato un temporizzatore nell'abitacolo.
Le modifiche introdotte furono realizzate dal Reparto Tecnico di Guidonia nell'estate 1943. Il personale tecnico del reparto provvide anche ad aggiungere su sei esemplari (M.M. 9365, 9369, 9374, 9378, 9381, 92157), che furono identificati come Ricognitori Fotografici Grande Autonomia, due travetti sub-alari per l'aggancio di due serbatoi supplementari da 100 o 150 litri.
La Macchi ricevette l'ordine di produrre tre velivoli al mese al fine di creare altre due sezioni di tre aerei ciascuna, in Calabria e in Puglia, capaci di operare nel Mar Mediterraneo centrale e medio-orientale.
Gli M.C.205V Ricognitori Fotografici (R.F.) furono assegnati alla 310ª Squadriglia Caccia aerofotografica comandata dal capitano Adriano Visconti, costituita a Guidonia il 30 giugno 1943, ma furono distribuiti anche ad altri reparti come il 1º Stormo e impiegati in missioni di ricognizione su Tunisia, Algeria, Canale di Sicilia, Malta. Al momento dell'armistizio la 310ª Squadriglia aveva in dotazione sei M.C.205V R.F., metà dei quali distaccati sull'aeroporto di Decimomannu.
Otto Macchi C.205V (M.M. 9301, 9302, 9377, 9379, 9380, 9383, 92153 e 92164) furono inoltre trasformati, sempre a Guidonia, in ricognitori cinematografici, installando sul bordo di attacco della semiala sinistra, all'interno di una piccola carenatura, una cinepresa modello FM-62 CineAvia con 120 metri di pellicola. Questi esemplari furono anche utilizzati per riprendere scene di combattimento aereo da inserire nei filmati di propaganda.
- M.C.205V Grande Autonomia (G.A.) e Scorta (S)

Per aumentare l'autonomia dei Veltro della Regia Aeronautica Cobelligerante affinché potessero operare sulla Jugoslavia partendo dalle basi della Puglia e delle Marche, esemplari "puri" e alcuni di quelli ottenuti dalla conversione di cellule di Macchi C.202 furono allestiti in versione Grande Autonomia. Si installò un serbatoio da 220 litri nello spazio ricavato dall'eliminazione delle due mitragliatrici SAFAT in caccia e delle relative munizioni.
Su questa versione, che fu ricavata dai Veltro Serie III, l'armamento era quindi limitato ai soli due cannoni alari. La modifica interessò una quindicina di esemplari, in parte modificati dal Servizio Tecnico Caccia e altri convertiti dall'Aeronautica Sannita, ditta sussidiaria della Macchi, con sede sull'aeroporto di Olivola.
Sempre allo scopo di aumentarne l'autonomia, alcuni esemplari (almeno tre) della Serie I furono trasformati in allestimento Scorta con il montaggio di due serbatoi supplementari sub-alari sganciabili in volo, da 100 o 150 litri. Gli esemplari Scorta mantenevano il loro armamento di 2 SAFAT da 12,7 mm in caccia e due 7,7 mm alari.

## Sviluppi correlati

### M.C.205N
Mentre l'M.C.205V può considerarsi una rimotorizzazione dell'M.C.202, il vero progetto con il quale l'ingegner Castoldi intendeva partecipare al concorso per i caccia della Serie 5 fu l'Orione. Il progetto vide la luce troppo tardi, quando già il concorso era stato vinto dal FIAT G.55 ed era stata avviata la produzione in serie del Macchi C.205V.

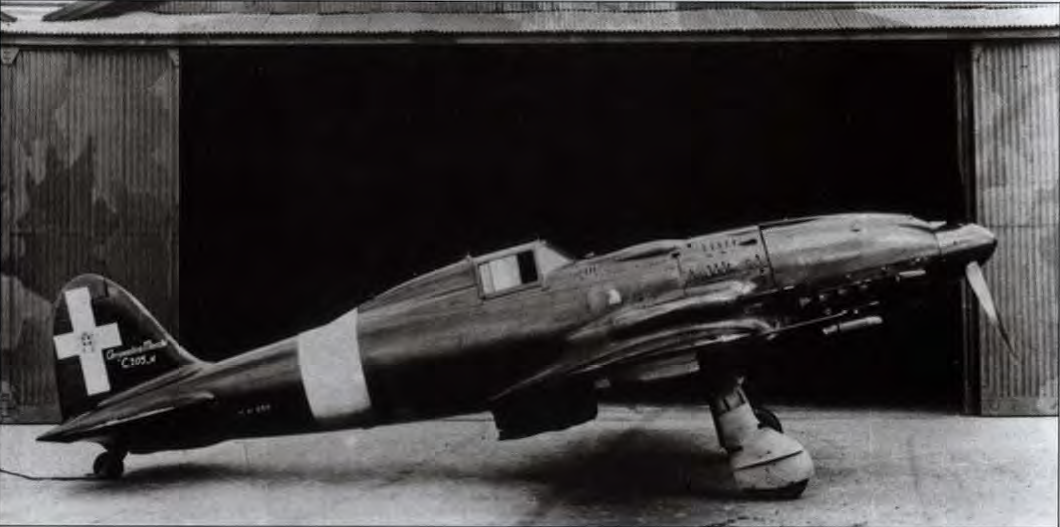
Il primo prototipo del C.205N Orione (M.M. 499) a Guidonia, durante le prove militari

Il prototipo dell'M.C.205N Orione (M.M.499) volò per la prima volta a Lonate Pozzolo il 1º novembre 1942 con Guido Carestiato ai comandi. Dotato del motore Daimler DB 605A da 1 475 cavalli vapore (1 085 kW), il Macchi C.205N Orione montava una nuova ala con una superficie di 19 m² per migliorare la manovrabilità a quote superiori ai 6 000-7 000 metri, pur a scapito di una lieve riduzione della velocità massima. Il prototipo fu portato a Guidonia per le prove di valutazione il 19 gennaio 1943. L'armamento era costituito da un cannone MG 151 calibro 20 mm sparante attraverso il mozzo dell'elica e quattro mitragliatrici SAFAT 12,7 mm collocate in fusoliera. Nonostante l'aumento del peso a vuoto di 114 kg, il carico alare scendeva dai 194,5 kg/m² del Veltro ai 190,58 kg/m² dell'Orione.
Durante i collaudi la manovrabilità in quota fu ritenuta non ancora soddisfacente. Ciononostante si decise di ordinarne una serie di 1 200 esemplari, seicento alla Macchi (M.M. 94819-95418) e seicento alla Breda (M.M. 93319-93918), ma la commessa fu annullata il 20 marzo 1943 e convertita in un ordine per ulteriori trecento M.C.205V.

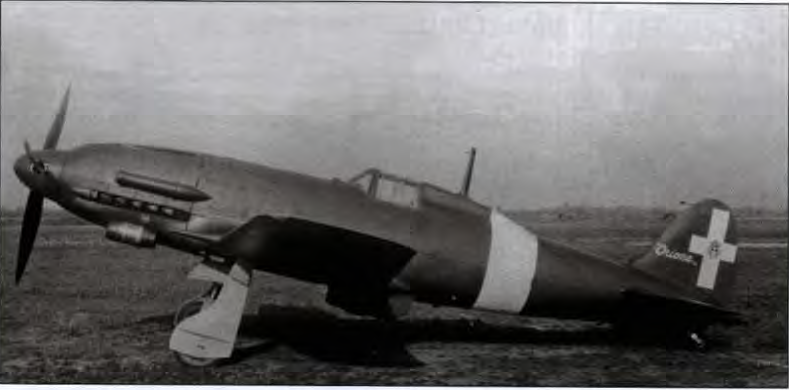
Il secondo prototipo del Macchi C.205N Orione

Dell'M.C.205N Orione fu allestito un secondo prototipo (M.M. 500), che la ditta costruttrice definì come 2º tipo. Il nuovo esemplare differiva da quello in collaudo a Guidonia per l'armamento che in questo caso era disposto in maniera più razionale: un cannone MG 151 da 20 mm sparante attraverso il mozzo dell'elica e ulteriori due cannoni sempre da 20 mm alari in aggiunta alla consueta coppia di mitragliatrici SAFAT da 12,7 mm, disposte in fusoliera.
Il secondo esemplare di Orione effettuò il primo volo il 19 maggio 1943 e successivamente fu trasferito a Guidonia per il completamento delle prove di valutazione insieme al primo esemplare. Nelle drammatiche vicende belliche dell'estate 1943 uno dei due esemplari fu trasferito all'aeroporto di Furbara per le prove di tiro e probabilmente prese parte anche alla difesa della capitale.
Dopo l'8 settembre 1943 i due Orione furono lasciati dove si trovavano. Uno fu certamente distrutto durante il bombardamento di Guidonia del 24 ottobre. Del secondo si ignora la sorte, ma con molta probabilità anche questo esemplare fu distrutto negli eventi successivi all'armistizio.

### M.C.206
Proseguendo l'iter progettuale della famiglia di caccia con motore DB 605 A, l'ingegner Castoldi si cimentò nella progettazione di un ennesimo caccia con una nuova ala costruita in un solo pezzo (solo le estremità erano smontabili) e di superficie maggiorata di circa 2 m² rispetto a quella dell'Orione. Con la nuova ala il carico alare scendeva a livello di quello del Folgore a tutto vantaggio sia della manovrabilità in quota sia del peso, risultando la nuova struttura più leggera in quanto priva dei pesanti e sollecitati attacchi ala-fusoliera. La velocità massima del velivolo era prevista in 700 km/h e si pose particolarmente cura nella progettazione strutturale, al fine di contenerne il peso a vuoto.
L'armamento era il medesimo dell'Orione 2º tipo e cioè tre cannoni da 20 mm e due mitragliatrici da 12,7 mm. Il prototipo era privo di matricola militare, in quanto considerato iniziativa privata della ditta. Quasi ultimato alla data dell'armistizio, rimase danneggiato a seguito di un'esplosione accidentale avvenuta il 22 ottobre 1943 nei locali dell'azienda. Rimase accantonato e fu ulteriormente danneggiato durante il secondo bombardamento subito dalla Macchi il 30 aprile 1944, dopo il quale non se ne fece più nulla.

### M.C.207

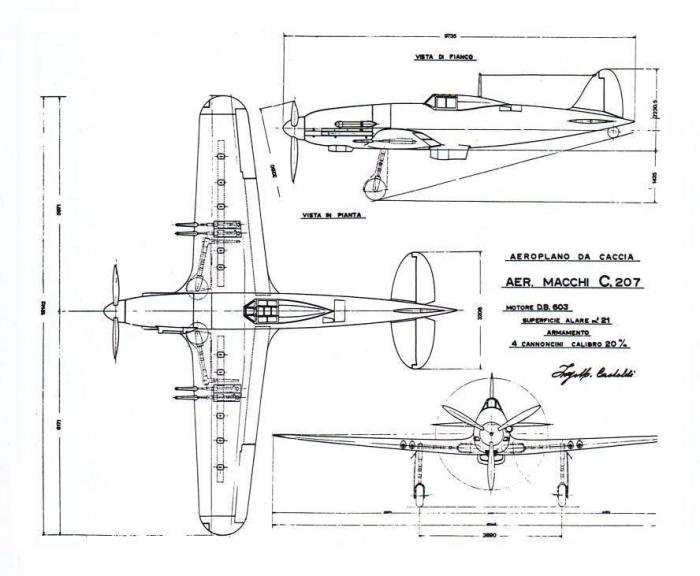
Tre viste del Macchi C.207

La possibilità di disporre del motore Daimler-Benz DB 603A da 1 750 cavalli vapore (1 290 kW) spinse il team di ingegneri della Macchi a progettare un caccia intercettore attorno al nuovo motore. Esternamente simile all'M.C.206, se ne differenziava per la fusoliera più lunga e per l'armamento portato a quattro MG 151 da 20 mm, ma privo delle SAFAT da 12,7 mm sul muso.
La costruzione della fusoliera, iniziata prima del settembre 1943, fu interrotta dall'armistizio. Al termine del conflitto si pensò di completare l'M.C.207 sostituendo il motore tedesco con un Packard V-1650 (copia statunitense del britannico Rolls-Royce Merlin) da 1 500 cavalli vapore (1 100 kW), sulla scia di quanto avvenuto con il Fiat G.55 che aveva dato origine al Fiat G.59. Gli studi, però, non ebbero seguito e quanto realizzato fu demolito.

## Utilizzatori
Croazia
- Zrakoplovstvo Nezavisne Države Hrvatske

 Egitto
- Royal Egyptian Air Force

 Germania
- Luftwaffe

 Italia
- Regia Aeronautica
- Aeronautica Cobelligerante Italiana

 Italia
- Aeronautica Militare

 Repubblica Sociale Italiana
- Aeronautica Nazionale Repubblicana

 Siria
- Al-Quwwat al-Jawwiyya al-'Arabiyya al-Suriyya

## Esemplari attualmente esistenti
(se non indicato diversamente i dati sono tratti da: Marco Gueli, L'Aermacchi C.205, Storia Militare nº 252, Edizioni Storia Militare, ottobre 2014)
Macchi C.205V Veltro M.M. 92166 Stabilimento Alenia Aermacchi, Venegono Superiore (VA)
Si tratta di un Veltro Serie III facente parte del lotto dei venti (dieci M.C.205 originali e dieci M.C.202 ricondizionati) destinati all'aviazione egiziana e mai consegnati. Originariamente esposto al Museo nazionale della Scienza e della Tecnica di Milano, si trova ora esposto all'ingresso della palazzina Uffici della Alenia Aermacchi a Venegono Superiore. Nonostante la presenza dei cannoni Mauser da 20 mm e degli attacchi subalari, tipici del Macchi C.205 Veltro Serie III, l'esemplare esposto presenta anche caratteristiche come il ruotino di coda fisso e il pannello strumenti tipiche del Folgore, che fanno pensare a un aereo non puro.
Dopo l'acquisizione da parte dell'Aermacchi, il Veltro fu minuziosamente restaurato e riportato in perfetta efficienza. L'ultima uscita pubblica di questo esemplare avvenne nel 1998, in occasione del 75º anniversario della fondazione dell'Aeronautica Militare italiana.
Breda Macchi C.202/205V Veltro M.M. 91818 (I-MCVE) Museo nazionale della Scienza e della Tecnica, Milano
Si trattava originariamente di un Folgore Serie XII, compreso nei centocinquanta esemplari costruiti dalla Breda tra il maggio e l'agosto 1943. Alla fine del 1946 era in carico al 3º Gruppo Scuole di Lecce. Il 7 marzo 1949 il velivolo si trovava presso l'Aermacchi, inserito fra gli esemplari della terza commessa per l'aviazione militare egiziana. Ritornato in carico all'AMI il 27 settembre 1950, fu consegnato alla scuola di Lecce.
Dopo la radiazione nel 1956, fu assegnato a scopo didattico all'ITIS Malignani di Udine dove fu conservato in perfetto stato fino al 1979 con il motore FIAT RA.10150 messo periodicamente in moto. Nel 1980 fu preso in carico dalla Aermacchi con l'intenzione di rimetterlo in condizioni di volo. L'esemplare fu così affidato alle cure di un gruppo di anziani specialisti sotto la guida di Almo del Grande, già capo del reparto sperimentale dell'Aermacchi.
Nonostante le buone condizioni generali del velivolo, il gruppo dovette affrontare fin da subito enormi problemi per portare avanti il progetto. Grazie alla presenza dei disegni originali e alla collaborazione di ditte come la FIAT per il motore, revisionato negli stabilimenti di Brindisi, della Magnaghi, della Itala, della Secondo Mona, e di tante altre che si occuparono del ripristino e revisione della componentistica, l'impresa fu portata termine con successo il 26 settembre 1980.
Tra le condizioni poste dal Registro aeronautico italiano e dalle autorità di assistenza al volo per le necessarie autorizzazioni vi fu l'obbligo d'installare strumentazione moderna e un nuovo impianto radio. Il primo volo avvenne il 5 dicembre 1980 a Venegono. Incidentatosi a causa di un malfunzionamento dei freni, il velivolo, subito riparato, fu portato a Cameri il 13 aprile 1981 e in seguito anche a Grosseto.
Con una mimetica ad "anelli di fumo", immatricolazione civile I-MCVE, cannoni posticci, falsa matricola e coccarde della Regia Aeronautica Cobelligerante, il Veltro partecipò a varie manifestazioni aeree quali il XXXIV Salone Aeronautico parigino di Le Bourget, dal 4 al 14 giugno 1981. Nel 1983, durante un'ispezione al motore, il rinvenimento di alcune incrinature nel monoblocco obbligarono alla messa a terra del caccia. Grazie al ritrovamento in un deposito dell'Aeronautica Militare di un motore nuovo, ancora imballato, fu possibile riportare il velivolo in condizioni di volo.
In questa nuova fase, mantenendo inalterata la mimetica ad anelli di fumo, furono dipinte le insegne di un reparto della Regia Aeronautica, la 351ª Squadriglia, 155º Gruppo del 51º Stormo, codici 351-4. Purtroppo il 23 luglio 1983 un grave incidente durante il decollo dalla pista di Venegono, fortunatamente senza vittime, causò seri danni: anche se riparati, consigliarono la definitiva messa a terra dell'aereo.
Nel 1988 il Macchi C.205 del Museo della Scienza e della Tecnica di Milano passò in carico all'Aermacchi e il museo ricevette l'esemplare I-MCVE. Messo in esposizione, il Macchi C.205 ha cambiato insegne: ora riproduce quelle di un esemplare della 81ª Squadriglia del 6º Gruppo, codici 81-5, che durante la guerra era pilotato dal sergente Ferruccio Stoppani.
Breda Macchi C.202/C.205V Veltro M.M. 9546 Museo Storico dell'Aeronautica Militare, Vigna di Valle (RM)

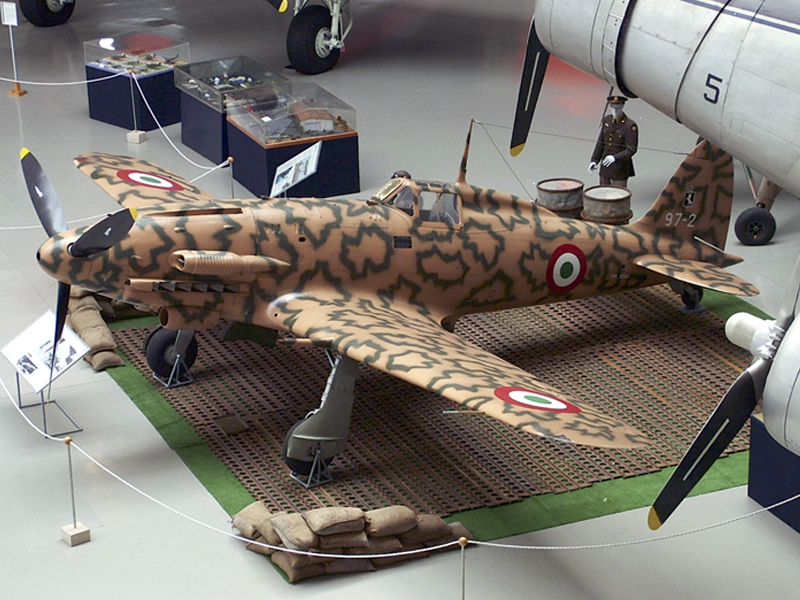
L'esemplare di Macchi C.205V (M.M. 9546) esposto nell'hangar Badoni del Museo dell'Aeronautica Militare di Vigna di Valle (Roma)

Questo esemplare fu uno dei cento M.C.202 Folgore costruiti dalla Breda come Serie X tra luglio e settembre 1942. Durante la guerra fu assegnato all'81ª Squadriglia del 6º Gruppo, 1º Stormo Caccia. Dopo l'armistizio fu in carico al 51º Stormo e il 29 gennaio 1944 rimase danneggiato in atterraggio durante un volo di prova da parte di un pilota statunitense. Riparato, fu assegnato prima al 20º Gruppo del 51º Stormo, poi all'8º Gruppo del 5º Stormo.
Nel dopoguerra, alla data del 10 maggio 1948, risultava in servizio presso la Scuola Volo di Lecce. Ritirato dalla Macchi fu revisionato e rimotorizzato con il Fiat 1050 RC.58I, mantenendo anche l'ala dell'M.C.202, destinato a far parte della terza commessa per l'aviazione egiziana mai consegnata. Ripreso in carico dall'Aeronautica Militare prestò servizio nel 3º Gruppo Scuole fino al 1951, dopodiché fu radiato.
Musealizzato, fu prima assegnato al Museo del Volo di Torino ed esposto dal 1961 con una verniciatura in alluminio e coccarde tricolori. Con la chiusura del Museo del Volo di Torino, fu trasferito a Vigna di Valle. Attualmente è presente presso il Museo Storico dell'Aeronautica Militare per rappresentare un Veltro della 97ª Squadriglia, 9º Gruppo del 4º Stormo, codici 92-7. Per l'occasione è stata ripristinata la matricola originale e applicate sulle semiali due simulacri di cannone da 20 mm. Le armi in fusoliera risultano mancanti, come il bocchettone di rifornimento posteriore.

### Annotazioni
1. ↑  In presenza di numerose fonti che propongono denominazioni diverse tra loro, senza indicarne una logica precisa, si è scelto convenzionalmente di indicare la denominazione del velivolo in «Macchi C.205» nella forma completa e «M.C.205» nella forma in sigla.
2. ↑  Rispetto al Folgore, di cui manteneva sostanzialmente la velatura, il Veltro aveva un carico alare maggiore del 19%, pertanto meno agile ad alta quota del suo predecessore.
3. ↑  Ciò non impedì alla FIAT di continuare a produrre e consegnare tra l'ottobre 1941 e il giugno 1943 ben cinquecentosessanta CR.42 e duecento G.50 oramai del tutto obsoleti.
4. ↑  Durante la seduta della commissione del 20 marzo 1940, il generale Francesco Pricolo, nuovo capo di stato maggiore dell'Aeronautica, dispose affinché l'ingegner Castoldi fosse invitato ad adottare sistemi costruttivi che consentissero la massima facilità di costruzione, per evitare che si ripetessero gli inconvenienti rilevati nella produzione di serie del Macchi C.200. Tuttavia questi problemi rimasero insoluti anche per i successivi Macchi C.202 e 205.
5. ↑  La quota di ristabilimento è la quota più elevata alla quale il compressore è in grado di mantenere una pressione pari a quella a quota zero.
6. ↑  Nome dell'azienda produttrice del rivestimento.
7. ↑  I piloti erano Ibrahim Nur al Din, Mustafa Kamal al Wahib, Khalal Jamal Arusi.
8. ↑  I primi due Gloster Meteor, un F4 e un T7, atterrarono all'aeroporto del Cairo il 27 ottobre 1949.
9. ↑  Questa scuola era equipaggiata interamente con velivoli italiani.
10. ↑  Gli avversari degli italiani quel giorno erano i piloti polacchi del Flight C del No.145 Squadron, su Spitfire F.IX.
11. ↑  La coccarda era stata adottata il 21 settembre 1943.
12. ↑  Quel giorno il 14th confermò la perdita di due P-38 (serie 41-7633 e 43-2427).
13. ↑  Il comando supremo della Luftwaffe fece molte pressioni affinché i caccia dell'ANR fossero dispiegati anche in difesa dei territori austro-tedeschi.
14. ↑  Il rapporto della Fifteenth Air Force confermò la perdita di tre P-47 e tre B-17.
15. ↑  Trentaquattro secondo altre fonti.
16. ↑  Uno degli attaccanti fu abbattuto dal sottotenente Aurelio Morandi, riuscito a decollare durante l'attacco.
17. ↑  Il sesto andò perduto durante il collaudo o il trasferimento.

### Fonti
1. 1 2 3  Gueli, 2014, p. 50.
2. ↑  Apostolo e Massimello, 2017, p. 141.
3. ↑  Aermacchi C.205, 2008, p. 4.
4. ↑  Sgarlato, 2018, p. 75.
5. ↑  Gueli, 2014, p. 52.
6. 1 2  Aermacchi C.205, 2008, p. 9.
7. 1 2  Aermacchi C.205, 2008, p. 8.
8. ↑  Pedriali, 2001, p. 245.
9. ↑  Pedriali, 2001, p. 256.
10. ↑  Gueli, 2014, p. 53.
11. ↑  Lednicer, 2010, The Incomplete Guide to Airfoil Usage in "m-selig.ae.illinois.edu".
12. ↑  Cirami, 1992, p. 243.
13. 1 2 3  AA.VV., p. 588.
14. ↑  Gueli, 2014, p. 59.
15. ↑  Savic e Ciglic, 2002, p. 66.
16. ↑  Sgarlato, 2018, p. 68.
17. ↑  Cull, 1996, p. 367.
18. 1 2  Cull, 1996, p. 5.
19. ↑  Glancey, 2007, p. 168.
20. 1 2  Sgarlato, 2018, p. 70.
21. ↑  Aermacchi C.205, 2008, p. 36.
22. ↑  Cull, p. 367.
23. ↑  Cull, 1996, p. 368.
24. ↑  Gueli, 2014, p. 70.
25. ↑  Cull, 1996, p. 9.
26. ↑  Gori, 1991, p. 64.
27. ↑  Sgarlato, 2018, p. 69.
28. 1 2 3  Aermacchi C.205, 2008, p. 15.
29. 1 2  Aermacchi C.205, 2008, p. 18.
30. ↑  Aermacchi C.205, 2008, p. 10.
31. 1 2 3 4 5  Caccia assalto, 1972, p. 8.
32. ↑  Aermacchi C.205, 2008, p. 11.
33. ↑  Massimello, 2006, p. 57.
34. ↑  Massimello, 1997, p. 55.
35. ↑  GianLino Baschirotto, in "Håkans Aviation page - Biplane Fighter Aces from the Second World War".
36. 1 2  Caccia assalto, 1972, p. 9.
37. ↑  Aermacchi C.205, 2008, p. 13.
38. ↑  Paolo Damiani, in "www.quirinale.it".
39. 1 2  Caccia assalto, 1972, p. 11.
40. 1 2  Caccia assalto, 1972, p. 10.
41. ↑  D'Amico e Valentini, 1986, p. 31.
42. ↑  D'Amico e Valentini, 1986, p. 39.
43. ↑  Aermacchi C.205, 2008, p. 25.
44. ↑  Apostolo e Massimello, 2017, p. 129.
45. ↑  D'Amico e Valentini, 1986, p. 51.
46. ↑  D'Amico e Valentini, 1986, p. 50.
47. ↑  Aermacchi C.205, 2008, p. 31.
48. 1 2 3  Caccia assalto, 1972, p. 12.
49. ↑  Aermacchi C.205, 2008, p. 32.
50. 1 2  Caccia assalto, 1972, p. 13.
51. 1 2  Gentilli e Gorena, 1980, p. 47.
52. ↑  Mattioli, 2014, p. 23.
53. ↑  Mattioli, 2014, p. 31.
54. ↑  Mattioli, 2014, p. 50.
55. 1 2  Aermacchi C.205, 2008, p. 20.
56. 1 2  Caccia assalto, 1972, p. 14.
57. 1 2  Sgarlato, 2018, p. 62.
58. ↑  Mattioli, 2014, p. 90.
59. ↑  Sgarlato, 2018, p. 63.
60. ↑  Wings over Suez, p. 29.
61. ↑  Caccia assalto, 1972, p. 5.
62. ↑  Aermacchi C.205, 2008, p. 44.
63. ↑  Sgarlato, 2018, p. 24.
64. 1 2  Aermacchi C.205, 2008, p. 40.
65. ↑  Sgarlato, 2018, p. 28.
66. ↑  Gueli, 2014, p. 63.